# هيكل آرتميس

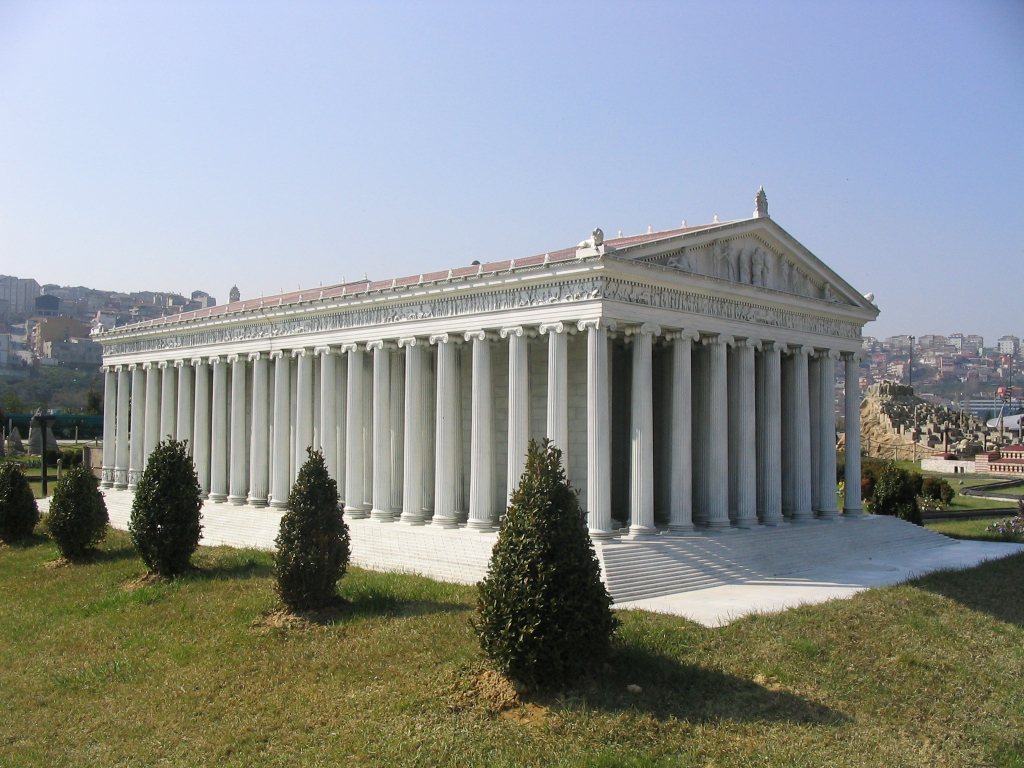
نموذج للمعبد قديماً من حديقة ميني تورك في إسطنبول

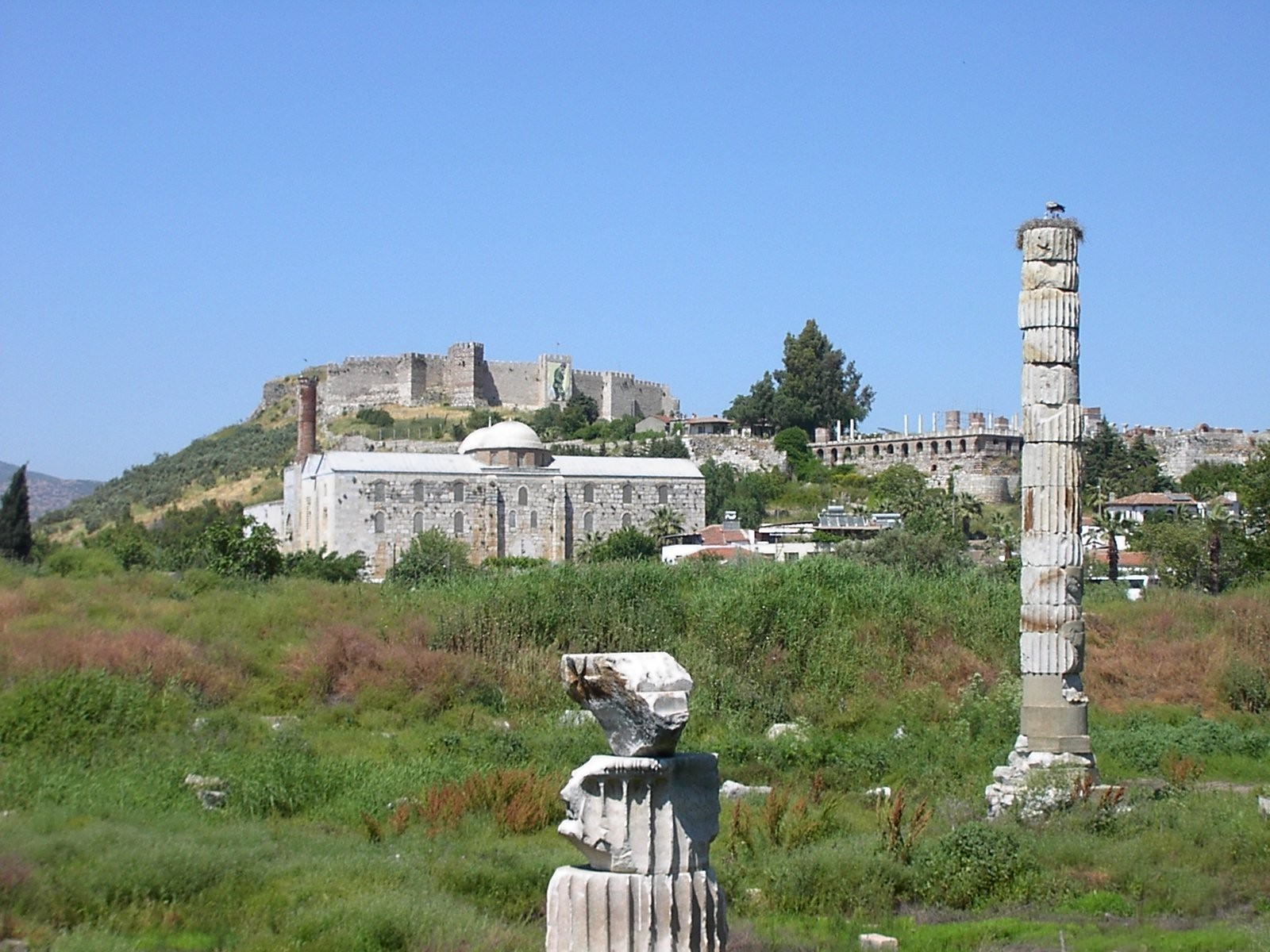
مكان المعبد القديم في إفسوس.

معبد أرتميس أو أرتميسيون المعروف أيضًا باسم معبد ديانا، كان معبدًا يونانيًا مخصصًا لشكل قديم محلي للإلهة أرتميس (تعادل ديانا، إلهة رومانية). كان يقع في أفسس (بالقرب من مدينة سلجوق الحديثة في تركيا الحالية). بحلول عام 401 بعد الميلاد، تم تخريبه أو تدميره. لم يتبق في الموقع سوى أساسات وأجزاء من المعبد الأخير.
سبقت أقدم نسخة من المعبد (العصر البرونزي تيمينوس) الهجرة الأيونية بسنوات عديدة. نسبه كاليماخوس، في ترنيمته لأرتميس، إلى الأمازونيات. دمرته الفيضانات في القرن السابع قبل الميلاد.
بدأت إعادة بنائها، في شكل أكثر فخامة، حوالي 550 قبل الميلاد، تحت إدارة تشيرسفرون، المهندس المعماري الكريتي، وابنه ميتاغينيس. تم تمويل المشروع من قبل كروسوس من ليديا، واستغرق إكماله 10 سنوات. تم تدمير هذه النسخة من المعبد في عام 356 قبل الميلاد من قبل محرق مباني عمدًا.

الشكل التالي والأعظم والأخير للمعبد، بتمويل من أهل أفسس أنفسهم، موصوف في قائمة أنتيباتر من صيدا لعجائب الدنيا السبع:
لقد رأيت جدار بابل الشاهق الذي هو طريق للمركبات، وتمثال زيوس الذي بناه ألفيوس، والحدائق المعلقة، وتمثال الشمس، والعمل الضخم للأهرامات العالية، وضريح موسولوس الضخم؛ ولكن عندما رأيت بيت أرتميس التي وصل ارتفاعه إلى الغيوم، فقدت تلك الأعاجيب الأخرى بريقها، وقلت: «يا للعجب، باستثناء أوليمبوس، لم ترَ الشمس أبدًا شيئًا بهذه العظمة».

## الموقع والتاريخ
يقع معبد أرتميس (أرتيميسيا) بالقرب من مدينة أفسس القديمة، على بعد حوالي 75 كيلومترًا (47 ميلًا) إلى الجنوب من مدينة إزمير الساحلية الحديثة في تركيا. يقع الموقع اليوم على حافة مدينة سلجوق الحديثة.
كان الموقع المقدس (تيمينوس) في أفسس أقدم بكثير من معبد أرتيميسيون نفسه. كان بوسانياس على يقين من أنه سبق الهجرة الأيونية بسنوات عديدة، كونه أقدم حتى من ضريح أبولو في ديديما. قال إن سكان المدينة ما قبل الأيونية كانوا شعوب ليليغي وليديا. نسب كاليماخوس، في ترنيمته إلى أرتميس، أولى الأماكن المقدسة في أفسس إلى الأمازونيات، النساء المحاربات الأسطوريات اللاتي تخيل أن ممارساتهن الدينية كانت تركز بالفعل على تمثال (بريتا) لأرتميس، إلهتهن الوصية. يعتقد بوسانياس أن المعبد سبق الأمازونيات.
يبدو أن تقدير بوسانياس لقدم الموقع له ما يبرره. قبل الحرب العالمية الأولى، بدا أن حفريات الموقع التي قام بها ديفيد جورج هوغارث حددت وجود ثلاثة مبان معابد متتالية. أعادت الحفريات التي أجريت في عامي 1987-1988 والتقييم الجديد لحسابات هوغارث التأكيد على أن الموقع كان مأهولًا منذ العصر البرونزي، مع تسلسل للاكتشافات الفخارية التي تمتد إلى العصر الهندسي الأوسط، عندما تم بناء معبد محيطي بأرضية من الطين المضغوط في النصف الثاني من القرن الثامن قبل الميلاد. يقدم المعبد المعمّد في أفسس أقدم مثال على نوع المعبد المعمّد في ساحل آسيا الصغرى، وربما يكون أقدم معبد يوناني محاط بالأعمدة في أي مكان.
في القرن السابع قبل الميلاد، دمر فيضان المعبد، مما أودع أكثر من نصف متر من الرمل والحطام على الأرضية الطينية الأصلية. ومن بين حطام الفيضان كانت هناك بقايا لوحة عاجية منحوتة لغريفين وشجرة الحياة، والتي يبدو أنها من شمال سوريا، وبعض قطرات الكهرمان المثقوبة على شكل دموع ذات مقطع بيضاوي. ربما كانت تزين تمثالًا خشبيًا لسيدة أفسس، والذي لابد أنه إما دمر أو نجا من الفيضان. يشير بامر إلى أنه على الرغم من أن الموقع كان عرضة للفيضانات، وارتفع بسبب ترسبات الطمي بحوالي مترين بين القرنين الثامن والسادس، وبمقدار 2.4 متر أخرى بين القرن السادس والرابع، فإن استخدامه المستمر «يشير إلى أن الحفاظ على هوية الموقع الفعلي لعبت دورًا مهمًا في التنظيم المقدس».

## المرحلة الثانية
موّل كروسوس المعبد الجديد جزئيًا على الأقل، وهو الذي أسس إمبراطورية ليديا وكان سيدًا لأفسس. صممه وبناه المهندس المعماري الكريتي تشيرسيفرون وابنه ميتاغينيس نحو عام 550 قبل الميلاد. بلغ طوله 115 مترًا (377 قدمًا) وعرضه 46 مترًا (151 قدمًا)، ويقال إنه أول معبد يوناني بني من الرخام. بلغ ارتفاع أعمدته المحيطية نحو 13 مترًا (40 قدمًا)، في صفوف مزدوجة تشكل ممرًا احتفاليًا واسعًا حول الحجرة التي تحتوي على صورة عبادة الإلهة. حسب بليني الأكبر، تم تزيين ستة وثلاثين من هذه الأعمدة بنقوش بارزة. تم نحت تمثال عبادة جديد من خشب الأبنوس أو خشب العنب الأسود بواسطة إنديويس، وتم إنشاء نايكوس لإيوائه شرق المذبح في الهواء الطلق.

## المرحلة الثالثة
عرض الإسكندر الأكبر أن يدفع تكاليف إعادة بناء المعبد، لكن الإفسيين رفضوا بلباقة قائلين «من غير اللائق أن يبني إله معبدًا لإله آخر»، وفي النهاية، أعادوا بناءه بعد وفاته على نفقتهم الخاصة. بدأ العمل في عام 323 ق.م واستمر لسنوات عديدة. كان المعبد الثالث أكبر من الثاني؛ طوله 137 مترًا (450 قدمًا) وعرضه 69 مترًا (225 قدمًا) وارتفاعه 18 مترًا (60 قدمًا)، مع أكثر من 127 عمودًا. ذكر أثيناغوارس الأثيني اسم إندويس، وهو تلميذ دايدالوس، نحّاتًا لصنم أرتميس الرئيسي في المعبد.
يتحدث باوسانياس (القرن الثاني الميلادي تقريبًا) عن صورة ومذبح آخر في المعبد، مكرس لأرتميس بروتوثرونيا (أرتميس «من المقعد الأول») ومعرض صور فوق هذا المذبح، بما في ذلك تمثال قديم لنكس (إلهة الليل البدائية) للنحات روكوس (القرن السادس قبل الميلاد). يصف بلينيوس صورًا للأمازونيات، المؤسِّسات الأسطوريات لأفسس والتلميذات الأصليات لأرتميس الإفسية، منحوتة من قبل سكوباس. تصف المصادر الأدبية زينة المعبد بالرسومات والأعمدة المطلية بالذهب والفضة، والأعمال الدينية للنحاتين اليونانيين المشهورين بوليكليتوس وفيدياس وكريسيلاس وفرادمون.

## إعادة اكتشاف المعبد
أعيد اكتشاف موقع المعبد في عام 1869، بعد ست سنوات من البحث على يد بعثة قادها جون ترتل وود برعاية المتحف البريطاني. استمرت هذه الحفريات حتى عام 1874. عُثر على بعض الأجزاء الأخرى من المنحوتات خلال الحفريات التي أدارها ديفيد جورج هوغارث في الفترة ما بين عامي 1904-1906. تم تجميع الأجزاء المنحوتة المستخرجة من إعادة البناء في القرن الرابع وبعض القطع المنحوتة من المعبد القديم، والتي كانت تستخدم في ردم الأنقاض لإعادة البناء، وعُرضت في «غرفة أفسس» في المتحف البريطاني. بالإضافة إلى ذلك، يضم المتحف جزءًا من أقدم مخبأ للعملات المعدنية في العالم (600 قبل الميلاد) التي دفنت في أساسات المعبد القديم.
في الحاضر، يتميز موقع المعبد، الذي يقع خارج سلجوق، بعمود واحد مبني من شظايا متنوعة اكتشفت في الموقع.

## أرتميس الإفسية
من وجهة النظر الإغريقية، تعتبر أرتميس الإفسية شكلًا مميزًا لإلهتهم أرتميس. في العبادة والأسطورة الإغريقية، أرتميس هي الأخت التوأم لأبولو، إلهة الصيد والبرية والقمر العذراء، التي رغم كونها إلهة الولادة، كانت معروفة بعفتها. في أفسس، كانت الإلهة التي ربطها الإغريق بأرتميس مبجلة ضمن صنم قديم يعود إلى ما قبل العصر الهلنستي، منحوت من الخشب (زوانون) ومزين بالحلي.